# Loi de Murphy
Pour les articles homonymes, voir Loi de Murphy (homonymie).

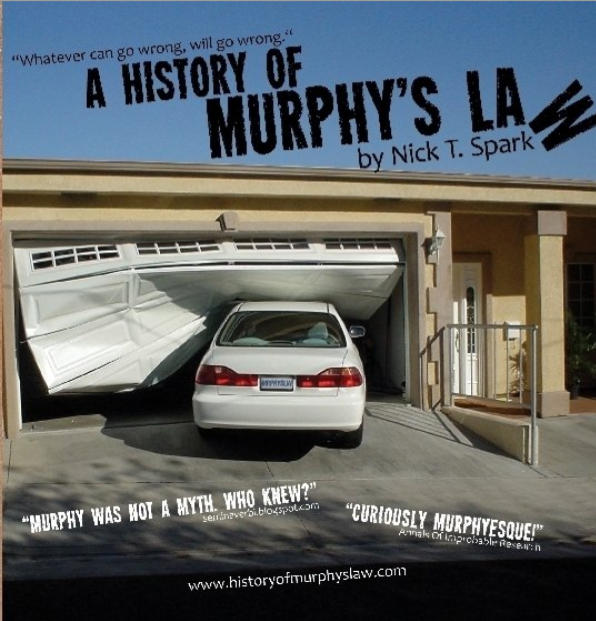
Couverture du livre A history of Murphy’s law.

La loi de Murphy, élaborée par l'ingénieur aérospatial américain Edward A. Murphy Jr., est un adage qui affirme : « Tout ce qui est susceptible d'aller mal ira mal. » Ou, selon une variante plus détaillée : « S'il existe au moins deux façons de faire quelque chose et qu'au moins l'une de ces façons peut entraîner une catastrophe, il se trouvera forcément quelqu'un quelque part pour emprunter cette voie. »
On peut interpréter cette loi de deux manières : 
- l'une, sarcastique, est de prendre l'adage à la lettre, et de l'ériger en principe de pessimisme. Vue sous cet angle, la loi de Murphy est le postulat, élevé au rang de principe fondamental de l'univers, que « le pire est toujours certain » ;
- l'autre approche consiste à prendre la loi de Murphy comme une règle de conception : on ne la considère pas comme vraie, mais, par prudence, on conçoit tout système comme si elle était vraie (scénario catastrophe). En particulier, un équipement doit être à l'épreuve non seulement des accidents les plus improbables, mais aussi des manœuvres les plus stupides de la part de l'utilisateur. Elle justifie donc les principes de la conception de sûreté préconisant de planifier et d'éliminer d'emblée les possibilités de mauvaise utilisation, par exemple à l'aide de détrompeurs.

## Énoncés
L'origine de la loi de Murphy n'étant pas claire, il est difficile d'en donner une formulation canonique. En voici quelques-uns des énoncés les plus courants :

« Si ce gars a la moindre possibilité de faire une erreur, il la fera. »

— version d'Edward Murphy

« Si cela peut mal se passer, cela arrivera. »

— version de George E. Nichols

« S'il y a plus d'une façon de faire quelque chose, et que l'une d'elles conduit à un désastre, alors il y aura quelqu'un pour le faire de cette façon. »

— version des autres membres de l'équipe

## Historique
Les versions diffèrent sur l'origine précise de la « loi de Murphy » et sa formulation initiale.
De 1947 à 1949, aux États-Unis d'Amérique, fut conduit le projet MX981 à la base Muroc de l'US Air Force (plus tard rebaptisée base Edwards). Le but du projet était de tester la tolérance humaine à la décélération. Les tests utilisaient un chariot propulsé par une fusée et monté sur un rail, avec une série de freins hydrauliques en fin de parcours.
Les premiers tests utilisaient un mannequin attaché à un siège sur le chariot, mais le mannequin fut bientôt remplacé par le capitaine John Paul Stapp. Pendant ces tests surgirent des questions sur la précision de l'instrumentation utilisée pour mesurer la décélération endurée par le capitaine Stapp. Edward Murphy proposa d'utiliser des jauges électroniques de mesure d'effort attachées aux pinces de retenue du harnais du capitaine Stapp pour mesurer les forces exercées sur chacune de ces pinces durant la rapide décélération. L'assistant de Murphy câbla le harnais et un test fut réalisé avec un chimpanzé.
Cependant, les capteurs indiquèrent une force nulle. Il apparut que les capteurs avaient été montés à l'envers. C'est à ce moment que Murphy, frustré par l'échec dû à son assistant, prononça sa célèbre phrase : « If that guy has any way of making a mistake, he will » (que l'on peut traduire par « Si ce gars a la moindre possibilité de faire une erreur, il la fera. »).
- Selon la version de George Nichols, ingénieur présent lors de cette expérience, la formalisation de la « loi de Murphy » vint pendant une discussion avec les autres membres de l'équipe. Elle fut condensée en « Si cela peut se produire, cela arrivera » et nommée loi de Murphy pour se moquer de ce que Nichols perçut comme de l'arrogance de la part de Murphy.
- D'autres, et particulièrement Robert Murphy, l'un des fils d'Edward Murphy, nient cette version et clament que la phrase de Murphy était plutôt dans l'esprit de « If there's more than one way to do a job, and one of those ways will result in disaster, then somebody will do it that way. » (« S'il y a plus d'une façon de faire quelque chose, et que l'une d'elles conduit à un désastre, alors il y aura quelqu'un pour le faire de cette façon. »).

Dans les deux cas, la phrase connut la notoriété après une conférence de presse dans laquelle il fut demandé à Stapp comment il était possible que personne n'eût été gravement blessé durant les tests. Stapp répondit que cela avait été possible car ils avaient pris la « loi de Murphy » en considération, loi qu'il expliqua. Il ajouta que, en général, il était important de considérer toutes les possibilités avec un test.
L'énoncé de la loi de Murphy s'implanta rapidement dans les milieux techniques associés à l'aéronautique, puis à ceux associés à d'autres domaines de l'ingénierie ; au fil des années, plusieurs variantes communes se sont répandues dans le grand public, dont la version maintenant désignée comme loi de Finagle.
Certains aphorismes littéraires antérieurs à la « loi de Murphy » exprimaient déjà la même idée. Ainsi, l'écrivain Mark Twain avait écrit « La catastrophe qui finit par arriver n'est jamais celle à laquelle on s'est préparé. »

## Principe

### Aspects
La loi de Murphy a quatre aspects :
- l'un est bien évidemment humoristique : la fatalité fait échouer toute expérience, par des moyens tout à fait imprévisibles, et les phénomènes échappent absurdement à notre contrôle. On est proche du gag ;
- l'autre est de type statistique : si beaucoup de personnes actionnent un appareil et qu'il existe ne serait-ce qu’une façon de se tromper, il existera statistiquement des gens qui feront cette erreur. Et c'est d'eux seuls que le service après-vente entendra parler. Cette seconde forme de la loi est confirmée par l'expérience et a conduit à l'utilisation généralisée de la conception de sûreté ;
- le troisième est cognitif, et s'assimile au problème de la corrélation illusoire, bien connu en psychologie et en communication : un événement négatif marque plus le sujet qu'un événement positif. Par exemple, si une action échoue, on évoquera la loi de Murphy ; mais si elle réussit, personne ne pensera spontanément que la loi de Murphy ne s'est pas appliquée. C'est l'une des raisons pour lesquelles les clichés semblent si souvent vrais ;
- Le dernier aspect est lié à la physiologie de l’être humain : si une première erreur est faite (et surtout si elle peut avoir de graves conséquences), elle entraîne un état de stress qui amène fréquemment (si l'on n'arrive pas à maîtriser cet état de stress) d'autres erreurs… et la situation ira de mal en pis avec le temps et le nombre d'erreurs.

### Cas particulier des mesures scientifiques
En utilisant la formulation de la loi qui dit que la « méchante nature » (c'est-à-dire une malveillance de l'univers lui-même) fait échouer toutes les expériences, elle devient en général une excuse pour le cas où l'expérience échoue. Dans les milieux de l'enseignement, cela peut venir de tous les paramètres qui ne sont pas contrôlés par manque de temps ou de moyens. Dans le milieu de la recherche de pointe, invoquer la loi de Murphy signifie qu'on suppose que le raisonnement et l'expérience n'avaient pas d'erreur de principe, mais qu'on a été malgré tout perturbé par l'événement le plus improbable possible.
Cela a abouti à un adage d'étudiant : « Pour transformer un résultat faux en résultat juste, il suffit de lui ajouter une constante variable de même dimension adéquatement choisie que l'on nommera « constante de Murphy » » (encore appelée « constante de Lourdes » — bien entendu cette constante n'en est pas une puisqu'elle est différente pour chaque expérience). Mais ce genre de méthode est aussi pratiqué dans la recherche de pointe, puisque la constante cosmologique d'Einstein avait été élaborée sur ce principe : ajouter un terme aux équations pour obtenir le résultat attendu, et chercher la cause physique de ce terme plus tard. C'est ce genre de méthode ad hoc qui a suscité l'anarchisme épistémologique du philosophe Feyerabend.

### Réflexivité
Pour voir empirer encore les choses par rapport à ce qu'énonce la loi de Murphy, la méthode la plus courante est d'utiliser la réflexivité.
On convient donc que la loi de Murphy est réflexive et s'applique à elle-même. Rien ne garantit qu'un événement va mal tourner lorsque, justement, en vertu de la loi de Murphy, on s'y attend. Cela peut conduire à des assertions telles que « Il va se mettre à pleuvoir dès que je commencerai à laver ma voiture, sauf si je veux laver ma voiture dans le but qu'il pleuve » ou celle bien connue des étudiants « Un examen commence toujours avec un quart d'heure de retard, sauf le jour où l'on arrive avec un quart d'heure de retard ».
Pour mettre en évidence ce côté paradoxal, on peut aussi l'énoncer ainsi : « Toute tentative de démonstration d’une loi de Murphy quelconque qui échoue prouve que la loi est exacte » et « Ce n’est pas parce que la démonstration d’une loi de Murphy réussit que la loi est fausse. » (cercles vicieux de Cavey).
Dysfonctionnements similaires dus à la loi de Murphy :
- « Le pire n'est jamais sûr » amendé en « Le pire n'est pas certain, mais il n'est jamais décevant » ;
- « Nul n'est parfait… surtout pas les autres » ;
- « L'informatique n'est pas une science exacte, on n'est jamais à l'abri d'un succès » ;
- « On peut toujours faire pire dans l'horreur » ;
- « Si quelque chose peut mal tourner, alors cette chose finira infailliblement par mal tourner » ;
- « Si, sur deux façons de faire quelque chose, au moins l'une peut entraîner une catastrophe, il se trouvera forcément quelqu'un quelque part pour emprunter cette voie » ;
- « Un emmerdement n'arrive jamais seul (loi de l'emmerdement maximal) » ;
- « Les emmerdements volent toujours en escadrille » (Jacques Chirac) ou, dans sa version plus littéraire, « quand les malheurs arrivent, ils ne viennent pas en éclaireurs solitaires mais en bataillons » (Shakespeare, Hamlet) ;
- « C'est en imaginant que rien (ou plus rien) ne peut nous arriver que tout peut nous tomber dessus (loi de l'emmerdement maximal) » ;
- « C'est en imaginant que tout va nous tomber dessus que le pire reste « suspendu » jusqu'à ce qu'on imagine que plus rien ne peut nous arriver » ;
- « En traitant quelqu'un d'autre comme du « menu fretin », on risque un jour de se retrouver à sa place, ou pire (loi : la roue tourne) ».

Cette réflexivité conduit à un syllogisme :
- « Toute tentative ratée de mettre en évidence la loi de Murphy est une mise en évidence de la loi de Murphy ».

L'une des conséquences du caractère réflexif de la loi de Murphy est qu'elle n'est démontrable qu'à soi-même. Ce serait, alors, toujours le jour où l'on se plaint d'un manque de chance récurrent que la chance tournerait.

## Lois dérivées ou apparentées
- La loi de la tartine beurrée : « une tartine beurrée tombe toujours sur le côté beurré ». Application la plus célèbre de la loi de Murphy, elle fait l'objet d'une étude détaillée. Il s'agit également d'une expression parfois utilisée comme synonyme de « loi de Murphy ».
- La « loi de l’emmerdement maximum » (LEM, également appelée loi de l'emmerde maximale, loi de l’emmerdement universel) est une extrapolation de la loi de Murphy, et elle est très souvent confondue avec celle-ci. La LEM affirme que « Quand arrive un problème, un ennui supplémentaire survient toujours à ce moment-là pour empirer la situation. » Il semble que l'origine de ce principe soit militaire : s'il y a une faille ou un défaut dans un plan de bataille, il y a de grandes probabilités que l'ennemi l'exploite car, infailliblement, il analysera toutes les options possibles. La LEM est sans doute bien antérieure à la loi de Murphy, et il est possible qu'elle remonte à la Première Guerre mondiale. Aussi attribue-t-on à Jacques Chirac la citation : « Les emmerdes c’est comme les cons, ça vole toujours en escadrille. »[3]
- L’effet démo : un objet, un logiciel, etc., utilisé au quotidien sans incident présentera nécessairement un dysfonctionnement lors d'une démonstration, surtout en public. On parle aussi du démon de la démo. Exemple : la présentation des différents Windows par Bill Gates (s'achevant par le célèbre écran bleu de la mort).
- L'« effet Bonaldi », est le nom pour l’effet démo en France, en référence aux démonstrations ratées de l'animateur de télévision Jérôme Bonaldi sur le plateau des émissions Nulle part ailleurs ou On a tout essayé, alors qu'elles étaient réussies pendant les répétitions. Patrice Carmouze avait aussi les mêmes soucis dans l'émission de Christophe Dechavanne Coucou c'est nous !
- La loi du Fatal Error (loi de Bouchard, du nom de son créateur, basée sur la loi de Murphy). La proportionnalité du risque d'un crash informatique (Fatal Error ou, sous Windows, le Blue Screen of Death) est inversement proportionnelle au nombre de sauvegardes faites. C'est-à-dire que, moins l'on sauvegarde souvent, plus le risque de « crash » est élevé.
- L’effet groupe s'applique aux jeux. Quand on joue seul ou avec des personnes que l'on ne connaît pas, on est toujours gagnant. Mais dès que l'on joue en groupe, avec des personnes que l'on connaît très bien, cela devrait être forcément mieux, alors que c'est l'inverse qui se passe. On échoue systématiquement lamentablement.

- La loi de Finagle (voir plus bas) :
  - « S'il existe une possibilité pour qu'une expérience échoue, elle échouera. »
  - « Si quelque chose de mal peut se produire, cela arrivera. »
  - Une version extrême de cette loi dit que « s'il y a la moindre possibilité que ça rate, ça ratera ; s'il n'y en a aucune, ça ratera quand même. »

## Lois scientifiques détournées

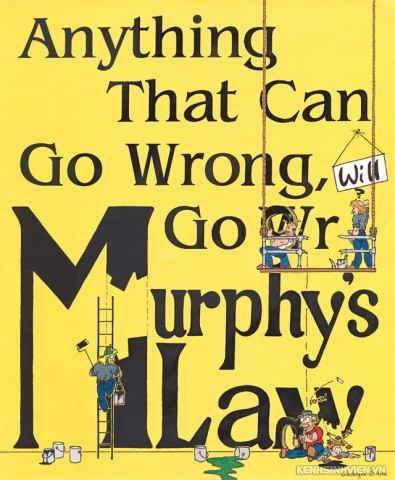
Les "lois de Murphy"

La loi de Finagle est parfois formulée ainsi : « La perversité de l'Univers tend vers un maximum », généralisation caricaturale du deuxième principe de la thermodynamique qui stipule que toute transformation réelle s'effectue avec création d'entropie ; l'entropie étant, en quelque sorte, le désordre de l'énergie, on peut présenter la seconde loi de la thermodynamique de manière un peu biaisée pour la faire apparaître comme une caution scientifique de la loi de Murphy ou de Finagle.
Une autre loi scientifique qu'on peut faire passer pour proche de la loi de Murphy est la loi de Lenz-Faraday. Cette dernière décrit, à la base, le phénomène physique à l'origine du fait que le mouvement d'une barre de métal dans une spire crée un champ magnétique qui tend à déplacer la barre dans le sens opposé. Vu plus largement, un mouvement crée lui-même une force qui s'oppose à lui. Par extension, il est fait référence à la loi de Lenz pour caractériser tout phénomène se produisant (en apparence) à l'opposé de ce que l'on aurait souhaité.

## Corollaires et extensions

### Corollaire de Finagle
Le corollaire de Finagle à la loi de Murphy, comme déjà mentionné, est rendu par la phrase : « Tout ce qui peut aller mal le fera au pire moment. » Ce terme fut utilisé pour la première fois par John W. Campbell dans la revue Astounding Science Fiction (1940-1960). Il n’eut jamais le même succès que la notion de « loi de Murphy ».
Une variante de cette loi est le « corollaire O'Toole de la loi de Finagle ». Cette loi attribue la loi de Finagle à l’univers : « La perversité de l’univers tend vers un maximum. »
La loi de Finagle peut aussi être rapprochée de la notion de « résistentialisme » (à ne pas confondre avec resistencialisme) qui, traduit simplement, donnerait : « les objets inanimés se liguent contre nous ». Cette notion a été travaillée par Fred Vargas dans son roman Pars vite et reviens tard, où le personnage de Joss Le Guern croit dur comme fer que les choses peuvent se liguer contre l’homme si on ne les traite pas avec assez de déférence.
Dans la série télévisée Star Trek, le Dr McCoy mentionne une boisson alcoolique du nom de Finagles Foly (folie de Finagal) en référence à cette loi.

### Autres corollaires
- « À la fin tout tourne mal ; si ça semble s'arranger, c'est que ce n'est pas encore la fin »[réf. nécessaire]
- « Rien n'est aussi facile qu'il n'y paraît »[4],[trad 5]
- « Toute chose prendra plus de temps que vous croyez »[4],[trad 6]
- « Toute solution amène de nouveaux problèmes »[4],[trad 7]
- « Laissées à elles-mêmes, les choses ont tendance à évoluer de mal en pis »[4],[trad 8]
- « Après que les choses sont allées de mal en pis, le cycle se répétera » : corollaire de Farnsdick[4],[trad 9]
- « Murphy était un optimiste » : commentaire de O'Toole sur la loi de Murphy[4],[trad 10]
- « N'attribuez jamais à de la malignité ce qui peut s'expliquer bien plus simplement par de la bêtise » : le rasoir d'Hanlon[4],[trad 11]
- L’échec critique : « L'échec a toujours lieu au moment le plus inopportun » (souvent cité dans les jeux de rôle)[réf. souhaitée]
- « 90 % de toute chose est de la merde » : loi de Sturgeon[4],[trad 12]
- « D'abord les ennuis s'additionnent, ensuite ils se multiplient » : loi de Deniau[5]
- « La probabilité de dire quelque chose de stupide est proportionnelle à la culture de son interlocuteur » : corollaire de Numa[réf. souhaitée]
- « Toutes les erreurs possibles ont déjà été faites. On réfléchit comment rendre les autres possibles » : proverbe de la Marine

### Extensions
- La loi des séries, qui postule qu’un événement désastreux doit en entraîner d’autres, similaires, à sa suite. On dit alors qu'« un ennui n'arrive jamais seul », ou encore « il y a des jours comme ça, où on ferait mieux de rester au lit ». (Jacques Chirac disait que « les emmerdes volent toujours en escadrille »[6])
  - D’un point de vue plus sérieux, les études montrent que la loi des séries est, en fait, un biais de l’esprit humain, qui a tendance à relever bien plus les successions exceptionnelles, même si elles ne sont, statistiquement, pas improbables, que les cas où, justement, les accidents ne se produisent pas en série[7] ;
- La loi de Stein : « si un phénomène ne peut continuer indéfiniment, il s'arrêtera ».
- La loi du grain de sable : on peut réussir un exploit titanesque et être terrassé par une difficulté minime, un impondérable de dernière minute. Cette formule est due à Pascal : « Cromwell allait ravager toute la chrétienté ; la famille royale était perdue, et la sienne à jamais puissante, sans un petit grain de sable qui se mit dans son uretère[8]. »
- La loi de Munich : « les meilleures intentions entraînent les pires effets » (version moderne de l'adage : « l'enfer est pavé de bonnes intentions »).

#### Informatique
- « Le prix d’un ordinateur baisse de 50 % le lendemain de son achat » : syndrome de l’Acheteur de la Veille[9].
- « L’erreur est humaine, mais pour provoquer une vraie catastrophe, il faut un ordinateur » : observation de Turnaucka[9].
- « Ne pensez jamais que ça va marcher au moment où vous en aurez le plus besoin » : règle de Base no 1 de l’Informatique[9].
- « Il n’y a pas de langage informatique dans lequel vous ne puissiez écrire de mauvais programme » : loi des Langages informatiques[9].

#### Loi auto-appliquée
- « La loi de Murphy s'applique à elle-même ; elle ne se vérifie que lorsqu’on ne s’y attend pas et inversement » : Postulat de Murphy.[9].
- « Toute loi de Murphy ou loi dérivée sera modifiée au fil des traductions, recopies et pillages jusqu’à ce qu’on ne puisse plus distinguer la version originale de la masse des versions dérivées » : corollaire appliqué aux Lois de Murphy.[9].
- « Les choses prennent plus de temps que vous en prévoyez, même si vous prenez en compte la loi de Hofstadter » : loi de Hofstadter.[4],[trad 13].
- « Toute tentative de démonstration d’une loi de Murphy quelconque qui échoue prouve que la loi est exacte » : cercle vicieux de Cavey.[9]

#### Militaire
- « En cas de doute, videz vos chargeurs. » Devise de Stallone[9].
- « Le travail d’équipe est fondamental, ça donne à l’ennemi d’autres cibles que vous. » Militarisation de la Huitième Règle de Finagle[9].
- « Si l’ennemi est à votre portée de tir, vous êtes aussi à sa portée. » Loi de Réciprocité[9].
- Après les déboires rencontrés lors du raid sur Entebbe, l'armée israélienne donnait cette interprétation de la loi de Murphy : « Dans toute opération, ce qui peut mal tourner tournera mal au pire moment »[réf. nécessaire].
- « Il y a trois solutions à un problème. Dans l'ordre : la bonne, la mauvaise, et celle de l’état-major ».
- « Aucun plan de bataille ne résiste au premier contact avec l’ennemi » (Helmuth Karl Bernhard von Moltke).

#### Nature
- « La mère nature est mauvaise. »[4],[trad 14] ; variante plus triviale : « Mère nature est une salope. »[10]
- « La nature vous mentira si elle le peut. »[11],[trad 15]

#### Politique
- « La démocratie est le pire des régimes politiques, à l'exception de tous les autres déjà essayés dans le passé. » Comparaison de Churchill.[9].
- « Les politiciens sont là pour régler les problèmes que l’on n’aurait pas s’il n’y avait pas de politiciens. » Premier article de la Constitution murphyque.[9].
- « Les lois sont des toiles d’araignée sur lesquelles restent les petites mouches. Mais vous pouvez être sûr qu’il y a de grosses mouches qui les traversent. » Loi sur la Loi[9]. De même, le philosophe présocratique Anacharsis comparait les lois à des « toiles d’araignées qui n’attrapent que les petites mouches, mais laissent passer les guêpes et les plus gros bourdons ».
- « Mieux vaut avoir des ennemis que des amis, les ennemis eux au moins sont fidèles. » Amère constatation de Cicéron[9].

#### Probabilités
- « La probabilité que quelque chose arrive est inversement proportionnelle à sa désirabilité. » Loi de Gumperson.[4],[trad 16].
- « La probabilité de gagner au loto est légèrement plus élevée si vous achetez un ticket. » Loi de Yellin[4],[trad 17].
- « L'ampleur de la catastrophe est directement proportionnelle au nombre de personnes qui regardent. » Corollaire de Stewart[4],[trad 18].
- « L'ampleur de la catastrophe est exponentiellement proportionnelle à l'importance du moment. » Corollaire de Stewart.[4],[trad 19].
- « Plus ça rate, plus on a de chance que ça marche. » Devise Shadok. On peut aussi comparer cette idée à la célèbre citation de Rita Mae Brown souvent attribuée à tort à Albert Einstein : « Insanity is doing the same thing over and over again and expecting different results. » (« La folie consiste à faire la même chose encore et encore et à attendre des résultats différents. »)[12].
- « Ce qui a une chance sur un million d'arriver se produit 9 fois sur 10. ». Issu des Livres du Disque-monde.

#### Productivité
- « Le travail d’équipe est essentiel. Ça donne quelqu’un d’autre sur qui rejeter la faute. » Huitième Règle de Finagle[9].
- « Pour estimer le temps nécessaire pour une tâche, estimez le temps que cela devrait prendre, multipliez par deux, et changez l'unité de mesure pour la prochaine unité supérieure. On alloue ainsi deux jours pour une tâche d'une heure. » Règle de Westheimer[4],[trad 20].
- « Les affaires triviales sont réglées rapidement, les affaires importantes ne sont jamais résolues. » Loi de Gresham[4],[trad 21].
- « Les premiers 90 pour cent d'une tâche prendront les 10 pour cent du temps, et les derniers 10 pour cent prendront les autres 90. » Loi des 90/90 de la planification d'une tâche[4],[trad 22].
- « Celui qui travaille le moins aura le plus de crédit. » Loi des récompenses de Shapiro[4],[trad 23].

#### Sciences
- « La Science est la Vérité. Ne vous laissez pas tromper par les faits. » Dogme de Finagle[9].
- « La théorie, c’est quand ça ne marche pas, mais qu’on sait pourquoi. La pratique, c’est quand ça marche, mais qu’on ne sait pas pourquoi. Quand la théorie rejoint la pratique, ça ne marche pas et on ne sait pas pourquoi. »[9]. Albert Einstein
- « S’il existe une solution à N problèmes, alors elle engendrera (N+1) problèmes. » Algorithme de Valteau[9].
- « Si une expérience marche, quelque chose cloche. » Première Loi de Finagle[9].

#### Vie quotidienne
- « La file d’à côté avance toujours plus vite. » Théorème des Files d’Attente[9].
- « La probabilité que des amis viennent chez vous à l’improviste est inversement proportionnelle au niveau de remplissage du frigo. » Théorème de la Visite improvisée de Firwirr.[9].
- « Vous ne retrouverez quelque chose qu’au dernier endroit où vous le chercherez. » Loi de Boob[9].
- « Quand on plonge un corps dans une baignoire, le téléphone sonne. » Loi d’Archimède-Bell[9] énoncée par Pierre Desproges.
- « La meilleure des photos est celle qu’on n’a pas eu le temps de prendre. » Loi des Photos[9].
- « Un réservoir finit toujours par fuir et un écoulement par se boucher. » .
- « Une agrafeuse contient au moins une agrafe de moins que le nombre dont vous avez besoin. »

## Quelques cas où la loi se démontre
Il existe quelques cas dans lesquels une analyse rigoureuse montre que l’effet négatif n'est pas une perception, mais a une explication logique.

### File d'attente de supermarché, ou bouchon sur l'autoroute
Les files d'attentes les plus longues comprennent par définition plus de personnes. Pour une personne choisie au hasard, la probabilité qu'elle soit située dans une file plus longue est donc plus importante. Par ailleurs s'applique également le phénomène psychologique de ne voir que les files qui avancent plus vite que la sienne : Dans l'hypothèse où il y a trois files, une rapide, une moyenne et une lente, les personnes situées dans la file moyenne auront eu le sentiment d'être dans la file lente.
Évidemment, il en va autrement dans la forme humoristique de cette loi : par exemple, dans le film 35 heures, c'est déjà trop, chaque fois que le héros change de file, la file d’arrivée devient la plus lente. Ce phénomène est également logique, puisque le changement de file est collectif : la voie initialement la plus lente se retrouve libérée de plusieurs véhicules qui viennent alors bloquer les voies initialement plus rapides.
Deux chercheurs canadiens avancèrent, en 1999, dans Nature, une explication du phénomène. Après avoir projeté un enregistrement de bouchon d'autoroute à des étudiants, filmé depuis l'intérieur d'une voiture pourtant située sur la file la plus rapide du bouchon, 70 % des étudiants ont eu l'impression d'être sur la file la plus lente. Les étudiants ont donc mieux retenu les dépassements subis que les dépassements effectués. Selon ces chercheurs, l'explication de ce biais de mémorisation repose sur deux paramètres :
- premièrement, un paramètre émotif. Il est, en effet, particulièrement énervant de se faire dépasser, alors que dépasser est, au mieux, légèrement agréable. Donc, l'on retient mieux les instants où le dépassement est subi, donnant l'impression d'avoir subi, au bout du compte, plus de dépassements que d'avoir dépassé.
- deuxièmement, un paramètre mécanique. Lorsque l'on effectue un dépassement, l'autre file est totalement à l'arrêt : en une seconde, il est possible de dépasser jusqu'à trois voitures. Au contraire, lorsque l'on se fait dépasser, les voitures de l'autre file se mettent en marche une à une : un seul dépassement subi peut durer trois secondes par voiture. Donc, pour l'observateur, se faire dépasser dure jusqu'à trois secondes par voiture ; alors que dépasser ne dure qu'un tiers de seconde. On a, alors, l'impression de passer bien plus de temps à se faire dépasser qu'à dépasser et, par conséquent, on a l'impression d'être sur la file la plus lente[17].

### Attente d'un autobus
L'attente (de l'arrivée d'un autobus par exemple) est souvent plus longue que la durée prévue. Ce phénomène, appelé le paradoxe de l'autobus, s'applique à certains problèmes de files d'attente. Il est démontrable mathématiquement en utilisant la théorie des probabilités.
Supposons que le temps entre deux passages d'autobus soit modélisé par une exponentielle décroissante dont la moyenne est l'intervalle de temps moyen, fixons par exemple cinq minutes. Alors, le temps moyen, pour un utilisateur se présentant à l'arrêt de bus, entre le bus précédent et le prochain, est voisin de dix minutes, alors que des bus passent en moyenne toutes les cinq minutes, et cela, simplement parce qu'il y a, statistiquement, une probabilité d'autant plus grande de tomber dans un intervalle donné que celui-ci est plus long.

### Étude de cas: la loi de la tartine beurrée

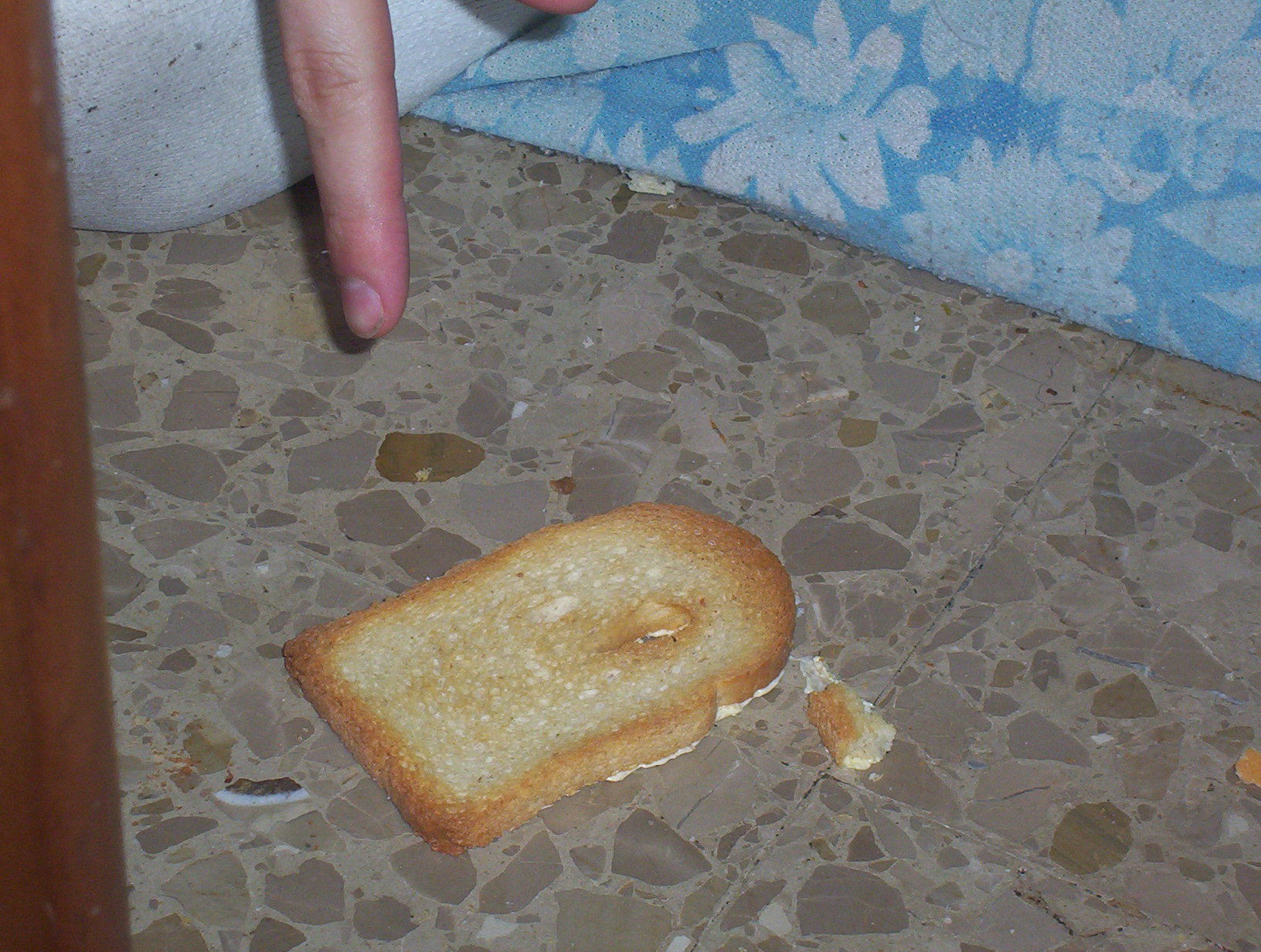
La loi de Murphy en action sur une tartine beurrée.

La « loi de la tartine beurrée » énonce que la tartine tombe toujours du côté beurré. Cette assertion a deux réponses :
- que le côté beurré, surtout s'il s'y trouve également de la confiture, est peut-être tout simplement un peu plus lourd que l'autre (ce qui est scientifiquement faux : l'accélération ou le temps de chute ne dépendent que de la force de la gravité terrestre et pas de la masse de l'objet, la tartine n'atteint pas non plus une vitesse assez grande pour que les frottements avec l'air interviennent grandement et, enfin, le rapport épaisseur/largeur fait que le beurre est bien trop près du centre de gravité pour pouvoir imposer un moment suffisant à influencer tangiblement la rotation de la tartine[réf. nécessaire]) ;
- cela dépendrait de la hauteur de la table. En effet, les hauteurs de table courantes ne permettent pas à une tartine tombant d'une table d'effectuer une rotation complète afin d’atterrir sur son côté non beurré.

#### Études sur la probabilité
Dans le cas de la tartine beurrée, des études ont montré que la probabilité que cet énoncé se vérifie dépend fortement de la hauteur de la table, dans des conditions normales de beurrage (monoface) et avec des tartines standard.
Pour une hauteur de table standard, on démontre analytiquement que la tartine, habituellement beurrée sur sa face supérieure, aurait juste le temps d'effectuer un demi-tour lors de sa chute et, ainsi, de s'étaler irrémédiablement sur la face beurrée au sol (pour bien faire, il faudrait donc beurrer la face inférieure… ce qui est loin d'être facile sans retourner la tartine ; dans le cas contraire, la face inférieure deviendrait la face supérieure et tous nos efforts pour que le beurre ne touche pas le sol seraient inutiles).
De telles « recherches » ont été réalisées et publiées dans une revue scientifique. Son auteur, Robert Matthews, physicien, membre de la Royal Astronomical Society et de la Royal Statistical Society, reçut le prix Ig Nobel de physique en 1996. Ne pouvant se rendre à la cérémonie de remise des prix, il envoya un discours enregistré qui, soumis à son tour aux Murphy's Laws, arriva quatre jours après la cérémonie !
Il relança l'expérience en 2001. Des écoliers de tout le Royaume-Uni ont réalisé 21 000 lancers de tartines. Et il se trouva que le côté beurré obtint un taux de 62 %. Ce qui permet de convaincre les personnes qui prétendent que la chute de la tartine est entièrement due au hasard.
« Grâce à cela, Robert Matthews a définitivement et doublement démontré, tant sur le plan théorique qu'expérimental, que la nature a effectivement horreur du vide d'un parquet fraîchement nettoyé, ! »
Si on regarde le phénomène d'un point de vue strictement mécanique, la densité du beurre est plus importante que celle du pain, ainsi la tartine est en équilibre instable : le centre de gravité est situé au-dessus du centre de surface. Elle aura donc tendance à se retourner en position d’équilibre stable.
Du strict point de vue de la dynamique des solides, le mouvement de chute d’une tartine est totalement paramétrable et prévisible. Le fait est que la chute de la tartine commence presque systématiquement par une rotation, que ce soit autour du rebord de la table ou autour d’un doigt de la main de laquelle s’échappe la tartine. Ainsi, le côté sur lequel va atterrir la tartine dépend de deux choses : la vitesse de rotation initiale et la hauteur de chute. Pour que la tartine tombe du côté sec, il faut qu’elle ait le temps de réaliser une rotation complète. Or, ceci dépend du temps dont elle dispose avant de toucher le sol.
La raison pour laquelle la tartine ne tombe pas toujours côté beurré est que la vitesse de rotation initiale n’est pas constante selon les personnes. La vitesse angulaire de la tartine dépend de la vitesse de la tartine au bord de la table. Une fois que le centre de masse de la tartine a franchi le bord de la table, elle se met logiquement à tomber. Mais une partie de la tartine est encore contre la table, ce qui crée le mouvement de rotation. Et la vitesse de la tartine franchissant le bord va influer sur le temps de contact de cette partie de la tartine, et donc la vitesse de rotation. Si une tartine est poussée avec une vitesse plus grande, elle tournera moins vite. Si l’on venait à effectuer une campagne de test en ayant toujours les mêmes paramètres initiaux, on obtiendrait un taux de retournement, au choix, proche de 0 % ou proche de 100 %.
La loi du minimax fournit aussi une parade : beurrer sa tartine des deux côtés : l'un restera nécessairement intact.

#### Extensions humoristiques
Dans le cas de la loi de la tartine beurrée, les études rigoureuses ont montré que, sur la probabilité de tomber du côté du beurre, la loi de Murphy fournit, en fait, une intuition qui se vérifie.
Toutefois, les spécialistes de l’humour portant sur la loi de Murphy ont proposé des corollaires qui rendraient la vie bien pire encore, s’ils n’étaient pas complètement injustifiables rationnellement.
L’un de ces corollaires propose que la probabilité de chute « côté beurre » (ou, si on a déjà admis que la chute finit toujours du côté du beurre, la probabilité de la chute elle-même) est proportionnelle, d'une part au prix de l'éventuel tapis, d'autre part au caractère récent du dernier nettoyage. On peut, de même, proposer que ces probabilités croissent lorsque le beurre est recouvert de confiture ou de miel.
Enfin, la loi de la tartine beurrée possède un corollaire, le corollaire de Blumenfeld : si vous beurrez une tartine et qu'elle tombe du côté non beurré, c'est que vous aviez beurré le mauvais côté.

#### Paradoxe du chat beurré
Prendre à la lettre la loi de la tartine beurrée fixée sur le dos d'un chat a abouti à une autre plaisanterie : le Paradoxe du chat beurré ou paradoxe de la lévitation félino-tartinique. Celui-ci indique que : 

« Les lois de la tartine beurrée stipulent de manière définitive que le beurre doit toucher le sol, alors que les principes de l'aérodynamique féline réfutent strictement la possibilité pour le chat d'atterrir sur le dos. Si l'assemblage du chat et de la tartine devait atterrir, la nature n'aurait aucun moyen de résoudre ce paradoxe. C'est pour cela qu'il ne tombe pas. »

— Marcel Gotlib dans la Rubrique-à-brac
Alan Moore base également une histoire de Jack B. Quick sur ce paradoxe. Quant à Steven Wright, il s'interroge en ces termes : 

« Si une tartine tombe toujours du côté beurré et qu'un chat retombe toujours sur ses pattes, que se passe-t-il si on laisse tomber un chat sur le dos duquel on a attaché une tartine beurrée ? »

## Application à la démarche de conception
La loi de Murphy est à l'origine du concept de « defensive design » (ergonomie de sécurité ou conception de sûreté) qui préconise de concevoir les objets pour qu'ils présentent la plus faible probabilité de mauvaise utilisation (par l'ajout de détrompeurs, par exemple).
L'objectif du « zéro défaut » étant posé clairement, la parade est l'idée de systèmes avec lesquels on ne peut pas se tromper, dits, en Allemagne, Idiotensicher, et, dans les pays anglophones, fool-proof (« à l'épreuve des imbéciles »). Mais derrière cette « parade » se cache, en réalité, une démarche fondamentale appelée l'analyse de la valeur, et caractérisée par la boîte noire de la psychologie.

## Dans la culture populaire

### Cinéma
- Dans La Guerre de Murphy (1971) de Peter Yates.
- Dans La Loi de Murphy (1986) de J. Lee Thompson.
- Dans Jurassic Park (1993) de Steven Spielberg.
- Dans La Loi de Murphy (2009) de Christophe Campos.
- Dans Interstellar (2014) de Christopher Nolan, la loi de Murphy est un thème récurrent ; la fille du personnage principal tient, d'ailleurs, son prénom de cette même loi.
- Dans Love (2015) de Gaspar Noé, le personnage principal du film (nommé Murphy) trompe sa femme avec la voisine, qui tombe enceinte après que le préservatif s'est déchiré. Lorsque le spectateur commence à comprendre les enjeux de cette erreur, s'affiche à l'écran un carton définissant la loi de Murphy.
- Dans Le Tout Nouveau Testament (2015) de Jaco Van Dormael , Dieu est vu en train d'inventer plusieurs corollaires à la loi de Murphy. Il sera, par ailleurs, lui-même victime du corollaire de Blumenfield, qui énonce : « Toute tartine tombera du côté du beurre [« de la confiture » selon la formulation du film], sinon elle n'a pas été beurrée du bon côté. »

### Télévision
- Dans la série télévisée The 100 (2014), l'épisode « La Loi de Murphy » (saison 1, épisode 4).
- Dans la série L'amour et la loi de Murphy (2015), un drama taïwanais portant sur une femme menant une vie basée sur la loi de Murphy.
- Dans la série télévisée d'animation La Loi de Milo Murphy (2016).
- Dans la série Maniac (2018).
- Dans la série animée F is for Family, l'épisode 2 de la saison 2 (2017) a pour titre en version française : La Loi de Murphy (en version originale : A Girl Named Sue).
- Dans la série Z Nation, le héros se nomme Murphy, en référence à son créateur car jamais rien ne se passe comme il le souhaiterait, avec toujours un échec à la fin.

### Musique
- Murphy's Law, le nom d'un groupe de rock ;
- La Loi de Murphy, une chanson interprétée par la chanteuse Angèle ;
- Murphy's Law (en), une chanson interprétée par le groupe Chéri (en) en 1982.

### Jeux vidéo
- Dans le jeu Half-life: Opposing Force (1999), le manuel du joueur comporte des références à la loi de Murphy, adaptée aux militaires.

### Littérature
Les lois de Murphy sont citées dans plusieurs romans de l'auteur français Bernard Werber, en particulier dans Le Papillon des étoiles.

### Citations originales
1. ↑  (en) Anything that can go wrong will go wrong.
2. ↑  (en) If that guy has any way of making a mistake, he will.
3. ↑  (en) If anything can go wrong, it will.
4. ↑  (en) If there's more than one way to do a job, and one of those ways will end in disaster, then somebody will do it that way.
5. ↑  (en) Nothing is as easy as it looks.
6. ↑  (en) Everything takes longer than you think it will.
7. ↑  (en) Every solution breeds new problems.
8. ↑  (en) Left to themselves, things tend to go from bad to worse.
9. ↑  (en) After things have gone from bad to worse, the circle will repeat itself.
10. ↑  (en) Murphy was an optimist.
11. ↑  (en) Never attribute to malice that which is adequately explained by stupidity.
12. ↑  (en) Ninety percent of everything is crud.
13. ↑  (en) Things always take longer than you anticipate, even if you take into account Hofstadter's Law.
14. ↑  (en) Mother nature is a bitch.
15. ↑  (en) Nature will tell you a direct lie if she can. Darwin's Observation.
16. ↑  (en) The probability of anything happening is in inverse ratio to its desirability.
17. ↑  (en) The probability of winning lottery is slightly greater if you buy a ticket.
18. ↑  (en) The magnitude of the catastrophe is directly proportional to the number of people watching.
19. ↑  (en) The magnitude of the catastrophe is exponentially proportional to the importance of the occasion.
20. ↑  (en) To estimate the time it takes to do a task, estimate the time you think it should take, multiply by two, and change the unit of measure to the next highest unit. Thus we allocate two days for a one-hour task.
21. ↑  (en) Trivial matters are handled promptly, important matters are never solved.
22. ↑  (en) The first 90 percent of the task takes 10 percent of the time, and the last 10 percent takes the other 90.
23. ↑  (en) The one who does the least work will get the most credit.